# 정도전 (드라마)
《정도전》(鄭道傳)은 2014년 1월 4일부터 2014년 6월 29일까지 방영된 KBS 1TV 대하드라마이다.

## 등장 인물
(†) 표시는 드라마 상으로 사망한 인물입니다.

### 주인공
- 조재현: 정도전 역(아역: 강이석) †(50(최종)회) - 고려가 버린 신진사대부

세상 가장 낮은 곳에서 혁명가로 다시 태어난 사나이. 민본 사상을 기반으로 성리학적 이상 세계를 실현시키기 위해 이성계와 함께 뜻을 모아 조선을 건국하여 실현을 목전에 두었으나 결국 이방원에게 살해된다.

### 주요 인물
- 유동근: 이성계 역 - 고려의 맹장이자 변방 동북면 화령의 군벌

백성의 고통을 목도하고 이를 구제하고자 하나, 한편으로는 자신의 출신으로 인해 고려인으로서의 정체성에 대해 고민한다. 결국 역성혁명을 받아들이고 위화도 회군을 일으켰으며, 정도전과 함께 조선을 개국하고 태조로 등극한다.
- 박영규: 이인임 역 †(31회) - 고려 말기의 중신으로 정권의 핵심에 있는 권문세가.
- 서인석: 최영 역 †(32회) - 고려 말 백성들에게 추앙받던 최고의 명장이자 고려 왕실을 지키고자 한 재상

공민왕대부터 우왕대에 이르기까지 전란과 반란 속에서도 끝까지 자신의 몫을 다한 충신이었으나, 이인임과 권문세가를 축출한 이후 평생 숙원이었던 요동 정벌을 추진하는 과정에서 자신이 키워낸 신진 사대부와 신흥 무장세력인 이성계에게 패배하여 숙청당한다.
- 임호: 정몽주 역(아역: 원덕현) †(39회) - 고려 말기의 유학자이자 신진사대부의 대표격인 인물로 정도전과 막역한 사이다.

고려에 대한 충절을 지키다 선죽교에서 이방원이 보낸 부하들에게 살해된다.
- 안재모: 이방원 역 - 이성계의 5남

어린 나이에 과거에 급제할만큼 비상한 능력을 가졌으며 그만큼의 야심을 지닌 인물. 자신의 아버지 이성계를 억압하는 썩어버린 고려 조정을 보면서 환멸을 느끼던 중 정도전을 만나 역성혁명의 대업에 동참한다. 조선 개국 이후 재상 정치를 주장하는 정도전과 반목하고, 결국 왕자의 난을 일으켜 그를 참살한다.

### 정도전의 사람들
- 이아현: 최씨 역 - 정도전의 부인

가장으로써의 의무를 다하지 못하는 남편 때문에 홀로 생계를 책임지며 억척스럽게 살아간다. 하지만 누구보다 정도전을 위해 헌신한다.
- 이춘식: 득보아범 역 - 정도전의 아버지 대부터 정도전의 가문을 섬긴 종.
- 임대호: 남은 역 †(50(최종)회) - 정도전 일파의 핵심 인물로 사대부지만 군무 관련 재능도 갖추고 있다.
- 이병욱: 윤소종 역 †(43회) - 정도전 일파의 신진사대부로서 직언이 특기인 인물.
- 전현: 조준 역 - 권문세가 출신 신진사대부. 정도전의 대업에 동참해 토지 개혁을 주도한다

조선 개국 이후 정도전과는 사안에 따라 다른 입장을 취하게 되면서 조금씩 사이가 멀어진다.
- 박유승: 심효생 역 †(50(최종회) - 정도전 일파의 관료

세자 이방석의 장인이었으나 이방원에 의해 살해된다.
- 최은석: 박위 역 †(49회) - 여말선초의 무신

제1차 왕자의 난이 발생할 때 기습을 당해 살해된다.
- 전진기: 유만수 역 - 여말선초의 무신

의흥삼군부 수장으로 사병을 혁파시키고 요동 정벌을 준비하다가 제1차 왕자의 난으로 그 운명이 달라진다.
- 김병춘: 정도존 역 †(49회) - 정도전의 동생.
- 김정민: 정진 역 - 정도전의 장남.
- 이두석: 정영 역 †(50(최종)회) - 정도전의 차남.
- 유장영: 정유 역 †(50(최종)회) - 정도전의 삼남.

### 이성계의 사람들
- 이일화: 경처 강씨 역 †(47회)

이성계의 둘째 부인. 권문세가 출신으로 조선 건국 후 신덕왕후가 되었고 슬하에 방번, 방석 형제를 두었다. 1396년 승하했다.
- 선동혁: 이지란 역 - 여진족 출신으로 이성계의 의형제이다.
- 강인기: 이방우 역 †(41회) - 이성계의 장남

동생들과 달리 고려에 충성하였으며, 조선 개국 후 숨어 살다가 이듬해 죽게 된다.
- 이태림: 이방과 역 - 이성계의 차남

아버지 이성계를 따라 다니며 묵묵히 무장으로서 활동한다. 1차 왕자의 난 때 이방원을 지지한다.
- 송용태: 배극렴 역 †(42회) - 고려 말 조선 초의 문신이자 무신.
- 박병호: 무학대사 역 - 이성계가 꾼 꿈을 왕이 될 운명이라고 해몽한다.
- 김승찬: 이방번 역 †(50(최종)회) - 이성계의 7남

모친은 신덕왕후. 1차 왕자의 난 때 이방원에게 살해된다.
- 박준목: 이방석 역(아역: 길정우) †(50(최종)회) - 이성계의 8남

모친은 신덕왕후. 조선 개국년인 1392년 세자에 책봉된다. 1차 왕자의 난 때 이방원에게 살해된다.
- 남현주: 박 상궁 역 - 신덕왕후의 상궁.
- 최동엽: 김 내관 역 - 태조 이성계의 내관.
- 김명곤: 해남 역 †(5회) - 이지란의 수하.
- 이귀염: 사월 역 - 강씨의 몸종.

### 이인임의 사람들
- 정호근: 임견미 역 †(22회) - 고려 말기의 무신.

최영의 부장이었다가 이인임의 측근이 된 이후 폭언과 사치를 일삼는 간신이다. 이인임이 실각하면서 염흥방과 함께 처형된다.
- 김민상: 염흥방 역 †(22회)

원래는 신진사대부였으나 지윤 탄핵사건으로 인해 고초를 겪은 뒤, 이인임의 측근으로 돌아선다. 이인임이 실각하면서 임견미와 함께 처형된다.
- 권태원: 안사기 역 †(6회)

이인임의 최측근으로, 이인임의 지시로 명나라 사신 살해 계획을 주도하지만, 이후 입막음 때문에 이인임이 보낸 자객에게 살해당한다.
- 김익태: 장자온 역
- 방형주: 지윤 역
- 이태승: 박가 역. 이인임의 호위무사.

### 이방원의 사람들
- 이광기: 하륜 역 - 이인임의 조카사위

신진사대부지만 이인임의 당여로 있다가, 이인임의 몰락과 고려 멸망 이후 이방원의 책사로 변신한다.
- 강세정: 민씨 역 - 이방원의 부인.
- 안승훈: 민제 역 - 이방원의 장인 겸 민씨의 아버지.
- 조재완: 민무구 역 - 민제의 장남. 민씨의 동생 겸 이방원의 첫째 처남.
- 김주환: 민무질 역 - 민제의 차남. 이방원의 둘째 처남.
- 김윤태: 조영규 역 †(45회) - 이방원의 심복 부하.
- 강민석: 조영무 역 - 이방원의 심복 부하.
- 조순창: 이숙번 역 - 이방원의 의형제 겸 측근.

### 고려 왕실
- 김명수: 공민왕 역 †(2회) - 고려 31대 왕

쌍성총관부를 없애고, 정동행성을 폐하는 등 자주적인 개혁을 펼쳤으나 왕후인 노국대장공주의 죽음으로 인해 정사를 돌보지 않고 향락에 빠지게 된다. 이후 자제위의 수장인 홍륜에 의해 시해당하게 된다.
- 박진우: 우왕 역(아역: 정윤석) †(34회) - 고려 32대 왕. 신돈의 시녀인 반야의 소생

이름은 모니노, 우. 이인임의 정치적 비호를 받으며 왕위에 올랐으나, 명덕태후의 서거와 함께 향락과 사치를 일삼았다. 이후 이인임 일파가 몰락하고 이성계의 위화도 회군으로 폐위당한 후 강화도로 유배되었다. 우왕 복위 사건으로 강릉으로 유배지가 옮겨지고 거기서 죽임을 당했다.
- 김준성: 창왕 역 †(34회) - 고려 33대 왕

우왕과 근비 이씨의 아들. 이름은 창. 9살의 어린 나이에 조민수, 이색 등에 의해 왕위에 오르지만 폐가입진의 논리에 의해 신돈의 자식으로 격하된 우왕의 아들이란 이유로 폐위당하고 유배지 강화도에서 아버지 우왕과 같은 시기에 살해된다.
- 남성진: 공양왕 역 †(40회) - 고려 34대 마지막 왕

이름은 정창군 요. 고려 20대 왕인 신종의 7대 후손이다. 이성계가 실권을 장악한 뒤에 이성계에 의해 왕위에 올랐으나 1392년에 폐위당한다.
- 이덕희: 명덕태후 역 †(10회) - 고려 27대 왕 충숙왕의 부인으로 공민왕의 어머니 왕실의 최고 어른으로서 공민왕 사후 왕에 오른 어린 우왕을 대신해 수렴청정을 한다.
- 김민주: 정비 안씨 역 - 공민왕의 다섯 번째 비

명덕태후가 사망한 후 고려 왕실의 최고 어른이 되었으나 고려의 몰락을 지켜봐야만 했다.
- 이소윤: 익비 한씨 역

공민왕의 세 번째 비. 홍륜의 아기를 회임한다.
- 서이안: 근비 이씨 역 - 우왕의 비

이인임의 족질녀로 창왕의 어머니이다.
- 이정성: 최만생 역 †(3회)

내관으로 공민왕 살해사건에 연루되어 죽음을 맞는다.
- 서우진 - 홍륜 역 †(3회)

자제위 소속으로 익비 한씨가 자신의 아이를 회임한 것이 알려져 살해위기에 몰리자 공민왕을 살해한다.
- 전익령: 유모 장씨 역 - 모니노(훗날의 우왕)의 유모.
- 강신조: 강 내관 역 - 우왕의 내관.
- 김천만: 김완 역 - 내관

위화도에 주둔한 고려군에 우왕의 교지를 전달한다.
- 김태형: 이 내관 역 - 공양왕의 내관.
- 엄혜신: 신비 염씨 역 - 공민왕의 네번 번째 비.
- 민단비: 혜비 이씨 역 - 공민왕의 두 번째 비.

### 고려 조정
- 김진태: 경복흥 역 †(10회) - 고려 말의 문신.

이인임 일파에게 억울한 무고를 당하고 죽음을 맞는다.
- 김주영: 조민수 역 †(35회) - 고려 말기의 무신

위화도 회군 이후에 우왕을 폐하고 이인임과 손잡고 창왕을 옹립하여 고려의 실권을 장악하지만 조준의 탄핵을 받고 유배당한다.
- 송금식: 변안렬 역 †(35회) - 고려 말기의 무신

우왕 복위 사건에 휘말려 유배 당한 후 사형당한다.

### 신진사대부
- 박지일: 이색 역 †(46회)

고려 말기의 대학자이자 신진사대부의 스승.
- 김승욱: 박상충 역 †(9회) - 정도전의 사형.

이색의 매제이기도 하다. 지윤 탄핵사건 때 모진 고문을 받고 죽음을 맞는다. 이방원의 심복인 박은의 아버지이기도 하다.
- 정희태: 이숭인 역 †(41회) - 고려 삼은 중 한 사람.

유배지에서 정도전의 명령을 받은 황거정으로부터 곤장 100대를 맞고 죽음을 맞는다.
- 김철기: 권근 역
- 신용규: 이첨 역
- 그 외 배역(그들을 맡은 배우은 미상.)
  - 최을의 역
  - 김진양 역
  - 이확 역
  - 우홍수 역
  - 우홍명 역
  - 우홍득 역
  - 이종학 역

### 거평부곡 사람들
- 이대로: 황연[5] 역 †(10회)
- 장태성: 황천복 역 †(13회)
- 강예솔: 양지 역 †(14회)
- 김기두: 영춘 역
- 황영희: 해남 댁 역
- 박충선: 박수무당 역 †(9회)
- 전일범: 회진현령 역
- 리민: 회진현(會津縣) 아전 역
- 서현기: 마름 역

### 그 외 인물
- 신원균: 정승가 역 - 고려 말기 무신

위화도 회군 당시 최영의 진압군 소속으로 싸웠다.
- 최운교: 안소 역 - 고려 말기 무신.

위화도 회군 당시 최영의 진압군 소속으로 싸웠다.
- 이종래: 이수산 역

경복흥의 측근으로 한때 동북면 도순문사로 이성계를 잘 알고 있다.
- 지성환: 김의 역

호송관으로서 명나라 사신을 직접 살해한 인물.
- 차기환: 조반 역 - 고려 말기의 문신

염흥방에게 토지를 빼앗긴다.
- 이설구: 이광 역 †(20회) - 염흥방의 가노

염흥방의 지시로 조반을 비롯한 귀족들의 땅까지 마구잡이로 몰수한다. 이 일로 결국 조반에게 살해당한다.
- 홍경연: 무덕 역 - 미륵사 비구니.

백성을 선동한다는 혐의로 누명을 쓰고 처형된다.
- 이승찬: 곽충보 역 - 우왕 복위 계획을 이성계에게 밀고한다.
- 김경응: 김저 역 †(33회) - 최영의 조카.

우왕 복위 사건 관련 인물.
- 양재원: 정득후 역 †(33회) - 우왕 복위 사건 관련 인물.
- 심우창: 우현보 역 - 정도전의 출신성분 문제를 제기한 관료.
- 서병덕: 유백순 역
- 고상현: 서균형 역
- 최영: 황거정 역
- 원종선: 성석린 역
- 김광인: 부상을 회복한 이성계의 집에 모인 재상 역
- 이재욱: 정몽주의 하인 역
- 이중열: 이성계 탕을 주점 상인 역
- 홍승모: 방을 읽어주는 백성 역
- 이성주, 이상홍: 곤장맞는 백성 역
- 허성태: 군관 역 - 고려 남원성 장군
- 미상: 정탐병 역 †(4회) - 북원 세작. 사냥하던 이지란한테 죽는다.

### 북원 인물
- 박건락: 나가추 역

북원 군벌. 고려 조정에서 터터부카를 왕으로 맞이하지 않자, 홍보보를 보내어 추궁하고 고려 동북면에 침입하고 북원에 귀국한다.
- 조수혁: 홍보보 역

북원 사신. 고려 조정에 재물과 친서를 보내고, 터터부카를 왕으로 인정하지 않았다는 것을 추궁하지만 영접사가 된 정도전의 유배와 동시에 김의를 사주하고, 북원과 내통했다는 이유로 안사기가 죽자 답도 받지 못한채 북원으로 돌아간다.

### 명나라 인물
- 조광유: 주원장 역 - 명나라의 초대 황제.
- 나광훈: 임밀 역

명나라 사신으로 명나라로 돌아가던 중 호송관 김의에게 포로로 잡혀 북원으로 압송된다.
- 김육룡: 채빈 역 †(4회)

명나라 사신으로 명나라로 돌아가던 중 호송관 김의에게 살해당한다.
- 전해룡: 왕득명 역

명나라 후군도독부 요동 백호로 철령위 설치를 고려에 통보한다.

### 왜구 인물
- 서건우: 아지발도 역 †(11회)

고려를 침략한 왜구의 수장. 황산대첩에서 이성계에게 죽임을 당한다.
- 미상: 후지 츠네미츠 역 - 일본 하카타 영주로, 아지발도의 부장이 되어 고려를 침략한다. 고려식으로 등경광이라고도 불린다.

## 제작진
- 연출 : 강병택, 이재훈
- 극본 : 정현민
- 해설 : 김도현

## 시청률
최저 시청률과 최고 시청률은 시청률 조사회사와 지역별로 시청률에 차이가 있을 수 있습니다.

### 2014년 본 방송
| 2014년      | 2014년      | 2014년         | 2014년       | 2014년         | 2014년       |
| 회차        | 방송일      | TNmS 시청률    | TNmS 시청률  | AGB 시청률     | AGB 시청률   |
| 회차        | 방송일      | 대한민국(전국) | 서울(수도권) | 대한민국(전국) | 서울(수도권) |
| ----------- | ----------- | -------------- | ------------ | -------------- | ------------ |
| 제1회       | 1월 4일     | 10.0%          | 11.4%        | 11.6%          | 11.7%        |
| 제2회       | 1월 5일     | 9.2%           | 9.6%         | 10.7%          | 10.8%        |
| 제3회       | 1월 11일    | 10.2%          | 11.5%        | 10.8%          | 10.6%        |
| 제4회       | 1월 12일    | 9.3%           | 9.9%         | 11.2%          | 10.9%        |
| 제5회       | 1월 18일    | 11.5%          | 11.5%        | 13.0%          | 12.7%        |
| 제6회       | 1월 19일    | 10.0%          | 10.4%        | 11.8%          | 11.9%        |
| 제7회       | 1월 25일    | 11.8%          | 12.9%        | 13.2%          | 14.1%        |
| 제8회       | 1월 26일    | 11.2%          | 11.9%        | 11.9%          | 12.2%        |
| 제9회       | 2월 1일     | 12.2%          | 12.5%        | 12.6%          | 12.3%        |
| 제10회      | 2월 2일     | 11.4%          | 11.4%        | 12.8%          | 12.2%        |
| 제11회      | 2월 8일     | 11.5%          | 11.9%        | 12.9%          | 12.3%        |
| 제12회      | 2월 9일     | 12.7%          | 12.1%        | 13.6%          | 13.0%        |
| 제13회      | 2월 15일    | 13.5%          | 14.7%        | 16.1%          | 15.8%        |
| 제14회      | 2월 16일    | 12.8%          | 13.9%        | 15.2%          | 14.8%        |
| 제15회      | 2월 22일    | 13.9%          | 14.0%        | 14.9%          | 14.2%        |
| 제16회      | 2월 23일    | 12.8%          | 13.1%        | 14.0%          | 12.9%        |
| 제17회      | 3월 1일     | 13.9%          | 13.5%        | 14.3%          | 13.9%        |
| 제18회      | 3월 2일     | 13.2%          | 13.8%        | 14.6%          | 13.7%        |
| 제19회      | 3월 8일     | 13.8%          | 14.3%        | 15.4%          | 14.7%        |
| 제20회      | 3월 9일     | 14.9%          | 14.9%        | 16.5%          | 16.0%        |
| 제21회      | 3월 15일    | 15.5%          | 15.5%        | 16.9%          | 16.3%        |
| 제22회      | 3월 16일    | 15.6%          | 16.5%        | 16.1%          | 15.1%        |
| 제23회      | 3월 22일    | 15.2%          | 15.2%        | 15.6%          | 14.6%        |
| 제24회      | 3월 23일    | 13.3%          | 13.2%        | 15.8%          | 14.9%        |
| 제25회      | 3월 29일    | 14.9%          | 16.1%        | 14.6%          | 13.8%        |
| 제26회      | 3월 30일    | 13.7%          | 14.6%        | 16.1%          | 15.3%        |
| 제27회      | 4월 5일     | 16.0%          | 16.9%        | 17.2%          | 16.6%        |
| 제28회      | 4월 6일     | 16.7%          | 17.7%        | 18.2%          | 17.5%        |
| 제29회      | 4월 12일    | 16.2%          | 16.8%        | 17.1%          | 17.0%        |
| 제30회      | 4월 13일    | 16.4%          | 16.8%        | 17.1%          | 16.0%        |
| 제31회      | 4월 26일    | 16.3%          | 16.7%        | 18.2%          | 18.4%        |
| 제32회      | 4월 27일    | 17.2%          | 17.8%        | 17.5%          | 16.4%        |
| 제33회      | 5월 3일     | 16.3%          | 16.6%        | 16.8%          | 16.8%        |
| 제34회      | 5월 4일     | 17.0%          | 16.2%        | 18.4%          | 18.8%        |
| 제35회      | 5월 10일    | 14.6%          | 15.3%        | 18.2%          | 18.1%        |
| 제36회      | 5월 11일    | 16.6%          | 19.0%        | 19.8%          | 20.1%        |
| 제37회      | 5월 17일    | 16.6%          | 17.4%        | 17.3%          | 17.0%        |
| 제38회      | 5월 18일    | 18.1%          | 17.7%        | 19.2%          | 19.3%        |
| 제39회      | 5월 24일    | 16.0%          | 16.1%        | 16.2%          | 17.2%        |
| 제40회      | 5월 25일    | 15.9%          | 16.0%        | 17.6%          | 17.0%        |
| 제41회      | 5월 31일    | 14.1%          | 14.6%        | 15.5%          | 17.8%        |
| 제42회      | 6월 1일     | 14.5%          | 14.9%        | 18.5%          | 15.5%        |
| 제43회      | 6월 7일     | 16.7%          | 16.6%        | 17.4%          | 16.9%        |
| 제44회      | 6월 8일     | 17.2%          | 16.4%        | 18.7%          | 18.8%        |
| 제45회      | 6월 14일    | 16.4%          | 15.9%        | 18.9%          | 18.6%        |
| 제46회      | 6월 15일    | 16.7%          | 16.8%        | 18.4%          | 18.3%        |
| 제47회      | 6월 21일    | 14.5%          | 14.8%        | 17.1%          | 17.1%        |
| 제48회      | 6월 22일    | 15.7%          | 15.3%        | 18.9%          | 18.6%        |
| 제49회      | 6월 28일    | 16.7%          | 17.0%        | 16.6%          | 16.5%        |
| 제50회      | 6월 29일    | 17.3%          | 16.3%        | 19.0%          | 18.8%        |
| 평균 시청률 | 평균 시청률 | 14.4%          | 14.7%        | 15.8%          | 15.5%        |

### 미니 다큐멘터리
매주 일요일 방송분(매 짝수 화)의 마지막 부분에서 정도전 혹은 그 시대와 관련된 인물이나 시대적 배경에 대하여 간략한 다큐멘터리를 제작하여 방송했다.
- 연출 : 박수진
- 글, 구성 : 박신자
- 내레이션 : 박형욱
- 제작 : 미디어K

| 횟수 | 방송일          | 기행 (장소)                                                                                              | 비고                                                                                     |
| ---- | --------------- | --- | ---------------------------------------------------------------------------------------- |
| 1    | 2014년 1월 5일  | 삼판서 고택, 집경루 (경상북도 영주시 가흥동)                                                             |                                                                                          |
| 2    | 2014년 1월 12일 | 공민왕 사당 (서울특별시 마포구 창전동)                                                                   | 조선민주주의인민공화국 개성시의 공민왕릉과 공민왕 사당제 (음력 10월 1일)도 같이 소개.    |
| 3    | 2014년 1월 19일 | 삼봉 정도전 유배지 (전라남도 나주시 다시면 운봉리) 나주읍성 동점문 (전라남도 나주시 성북동)              |                                                                                          |
| 4    | 2014년 1월 26일 | 조경단 (전라북도 전주시 덕진구 덕진동)                                                                   | 조선민주주의인민공화국 함경남도 함흥시의 구천각과 선화당도 같이 소개.                    |
| 5    | 2014년 2월 2일  | 진포대첩지, 진포해양테마공원 (전라북도 군산시 장미동)                                                    |                                                                                          |
| 6    | 2014년 2월 9일  | 최영대장신사 (제주특별자치도 제주시 추자면 대서리)                                                       | 충청남도 부여군의 홍산대첩비와 같이 소개.                                                |
| 7    | 2014년 2월 16일 | 포은 정몽주 묘 (경기도 용인시 처인구 모현읍)                                                             |                                                                                          |
| 8    | 2014년 2월 23일 | 목은 이색 기념관 (경상북도 영덕군 영해면 괴시리)                                                         |                                                                                          |
| 9    | 2014년 3월 2일  | 성주 이씨 유물 전시관 (경상북도 성주군 대가면 옥화리) 성주 이씨 시비공원 (경상북도 성주군 성주읍 경산리) |                                                                                          |
| 10   | 2014년 3월 9일  | 숭의전, 배신청 (경기도 연천군 미산면 아미리)                                                             | 조선민주주의인민공화국 개성시의 현릉과 고려 태조의 청동상, 어필과 고려문화제를 같이 소개 |
| 11   | 2014년 3월 16일 | 도담삼봉 (충청북도 단양군 단양읍 도담리)                                                                 |                                                                                          |
| 12   | 2014년 3월 23일 | 만일사 (전라북도 순창군 구림면 안정리)                                                                   |                                                                                          |
| 13   | 2014년 3월 30일 | 최영장군묘 (경기도 고양시 덕양구 대자동)                                                                 |                                                                                          |
| 14   | 2014년 4월 6일  | 창성부원군 조민수의 묘 (경상남도 창녕군 대합면 신당리)                                                   |                                                                                          |
| 15   | 2014년 4월 13일 | 마이산 탑사, 은수사 (전라북도 진안군 마령면 동천리)                                                      | 진안군의 금척무와 같이 소개.                                                             |
| 16   | 2014년 4월 27일 | 국립중앙박물관 (서울특별시 용산구 용산동)                                                                |                                                                                          |
| 17   | 2014년 5월 4일  | 황산대첩비지, 파비각 (전라북도 남원시 운봉면 화수리) 피바위 (전라북도 남원시 인월면 인월리)              |                                                                                          |
| 18   | 2014년 5월 11일 | 회암사지, 회암사지 박물관 (경기도 양주시 회암동)                                                         |                                                                                          |
| 19   | 2014년 5월 18일 | 상이암 (전라북도 임실군 성수면 성수리)                                                                   |                                                                                          |
| 20   | 2014년 5월 25일 | 임고서원, 포은유물관 (경상북도 영천시 임고면 양항리)                                                     | 조선민주주의인민공화국 개성시의 선죽교와 같이 소개.                                      |
| 21   | 2014년 6월 1일  | 경기전, 오목대 (전라북도 전주시 완산구 풍남동)                                                           |                                                                                          |
| 22   | 2014년 6월 8일  | 건원릉 (경기도 구리시 인창동) 정릉 (서울특별시 성북구 정릉동) 헌릉 (서울특별시 서초구 내곡동)            |                                                                                          |
| 23   | 2014년 6월 15일 | 경복궁 (서울특별시 종로구 일대)                                                                          | 서울특별시의 흥인지문, 숭례문, 보신각과 같이 소개.                                       |
| 24   | 2014년 6월 22일 | 종묘 (서울특별시 종로구 종로 4가동) 정도전 집터 (서울특별시 종로구 종로 1가동)                           |                                                                                          |
| 25   | 2014년 6월 29일 | 문헌사, 삼봉기념관 (경기도 평택시 진위면 은산리)                                                         |                                                                                          |

## 수상 경력
- 2014년
  - KBS 연기대상
    - 방송3사 PD가 꼽은 연기자상 / 남자 최우수 연기상: 조재현
    - 장편드라마 남자 우수 연기상: 박영규
    - 작가상: 정현민
    - 대상: 유동근

  - 제50회 백상예술대상 TV부문 남자 최우수 연기상: 조재현
  - 코리아드라마페스티벌 작가상: 정현민
  - 제3회 에이판 스타 어워즈 장편드라마 부문 남자 최우수 연기상: 조재현
  - 대한민국 콘텐츠 대상 국무총리 표창 방송 영상 산업발전유공: 정현민
  - 제41회 한국방송대상
    - 프로듀서상: 강병택
    - 작가상: 정현민
    - 대상
- 2015년 휴스턴 국제영화제 Platinum Remi for Dramatic TV Series[10]

## 오리지널 사운드 트랙
2014년 5월 23일 디지털 음원으로만 발매되었다.
| #            | 제목                     | 작곡         | 재생 시간 |
| ------------ | ------------------------ | ------------ | --------- |
| 1.           | 〈정도전〉               | 이필호       | 1:28      |
| 2.           | 〈정도전의 삶〉          | 이필호       | 3:16      |
| 3.           | 〈대의〉                 | 이필호       | 2:55      |
| 4.           | 〈숙명〉                 | 이필호       | 3:33      |
| 5.           | 〈나의 길〉              | 이필호       | 2:38      |
| 6.           | 〈바로 세울 것이다〉     | 이필호       | 2:18      |
| 7.           | 〈시대의 영웅〉          | 이필호       | 1:49      |
| 8.           | 〈회군〉                 | 이필호       | 1:58      |
| 9.           | 〈삼봉과 포은〉          | 이필호       | 2:52      |
| 10.          | 〈용서〉                 | 이필호       | 2:28      |
| 11.          | 〈권력의 대립〉          | 이필호       | 2:09      |
| 12.          | 〈다정가〉               | 이필호       | 3:15      |
| 13.          | 〈돌아갈 수 없다〉       | 이필호       | 2:47      |
| 14.          | 〈고려의 파멸〉          | 이필호       | 2:03      |
| 15.          | 〈꿈과 희망〉            | 이필호       | 2:24      |
| 16.          | 〈개혁의 소리〉          | 이필호       | 2:25      |
| 17.          | 〈새로운 세상을 꿈꾸며〉 | 이필호       | 2:46      |
| 18.          | 〈의로운 삶〉            | 이필호       | 2:17      |
| 19.          | 〈왕조〉                 | 이필호       | 2:31      |
| 20.          | 〈눈물의 강〉            | 이필호       | 2:33      |
| 21.          | 〈추포하라〉             | 이필호       | 2:12      |
| 22.          | 〈Chaos〉                | 이필호       | 1:56      |
| 23.          | 〈성전〉                 | 이필호       | 1:42      |
| 24.          | 〈고려를 허물다〉        | 이필호       | 2:45      |
| 25.          | 〈백성을 위한 나라〉     | 이필호       | 3:03      |
| 26.          | 〈비극의 시작〉          | 이필호       | 2:02      |
| 27.          | 〈방원의 꿈〉            | 이필호       | 2:17      |
| 28.          | 〈검의 끝〉              | 이필호       | 2:39      |
| 29.          | 〈悲曲 (비곡)〉          | 이필호       | 2:27      |
| 30.          | 〈결단〉                 | 이필호       | 2:31      |
| 31.          | 〈오랜 벗〉              | 이필호       | 2:17      |
| 32.          | 〈멸망과 개혁〉          | 이필호       | 2:10      |
| 33.          | 〈충언의 용기〉          | 이필호       | 2:06      |
| 34.          | 〈태조〉                 | 이필호       | 1:41      |
| 35.          | 〈사활을 걸어라〉        | 이필호       | 2:07      |
| 36.          | 〈비장한 각오〉          | 이필호       | 2:53      |
| 37.          | 〈가슴에 숨긴 뜻〉       | 이필호       | 3:33      |
| 38.          | 〈격변〉                 | 이필호       | 1:47      |
| 39.          | 〈전사〉                 | 이필호       | 2:05      |
| 40.          | 〈요동치는 운명〉        | 이필호       | 2:18      |
| 41.          | 〈되돌려야한다〉         | 이필호       | 2:50      |
| 42.          | 〈낙상〉                 | 이필호       | 1:54      |
| 총 재생 시간 | 총 재생 시간             | 총 재생 시간 | 1:41:40   |

## 경쟁 프로그램
- MBC
  - 황금 무지개 (2013년 11월  2일 ~ 2014년 4월 30일)
  - 호텔킹 (2014년 4월 5일 ~ 7월 27일)
- SBS
  - 세 번 결혼하는 여자 (2013년 11월 9일 ~ 2014년 3월 30일)
  - 엔젤 아이즈 (2014년 4월 5일 ~ 6월 15일)
  - 끝없는 사랑 (2014년 6월 21일 ~ 10월 26일)

## 참고 사항
- KBS 드라마본부 측의 투자비 재원 확보 문제로, 대왕의 꿈 종영 후 일정 기간 글로벌 다큐멘터리로 대체되었다. 2014년 KBS에서는 연간 대하드라마 한 편만을 제작하여 방송할 것을 기자회견[11]에서 말하였으나, 2015년 정도전의 후속 대하드라마 징비록의 제작발표회에서 조대현 KBS 사장이 대하드라마의 블랙아웃을 없애겠다고 공표하여 연간 대하드라마 한 편만을 제작하겠다던 KBS의 입장은 번복되었다.[12]
- 조재현과 유동근은 2001년 SBS 드라마 《루키》 이후로 13년 만에 재회하였다.[13]
- 임동진이 최영 역에 캐스팅되었지만, 오랜 시간의 목회 활동에 따른 장기적 피로 누적으로 인해[14] 체력을 요하는 사극 촬영이 여의치 않자, 오히려 방송에 피해가 갈 것을 우려하여 하차 의사를 밝혀 하차하고 대신 서인석으로 교체되었다.
- 2014년 4월 19일과 4월 20일은 세월호 침몰 사고 속보 방송으로 결방되었다.[15]
- 2014년 12월 열린 제 27회 한국방송작가상 드라마 부문 후보에 올랐으나 "일관되게 구축된 작가의 작품 세계를 보여주지 못했다"는 이유로 탈락했다.[16]